# Venla Hovi
Venla Hovi, née Venla Heikkilä, (le 28 octobre 1987 à Tampere) est une joueuse finlandaise de hockey sur glace  qui a évolué en ligue élite féminine en tant qu'attaquante. Elle a remporté deux médailles de bronze olympiques aux Jeux olympiques de Vancouver en 2010 et aux Jeux olympiques de Pyeongchang en 2018. 
Elle a remporté le championnat finlandais en 2006, 2010 et 2011 avec le Ilves Tampere et le HPK Hämeenlinna. En 2019 elle remporte la Coupe Clarkson avec l'Inferno de Calgary, ce qui fait d'elle la première finlandaise à remporter la coupe .

## Biographie

### Carrière en club
Formée au Y Ilves, elle passe par plusieurs équipes finlandaises durant sa carrière avec qui elle remporte plusieurs fois le championnat finlandais. Sa carrière est également ponctuée par deux passages en Amérique du Nord, le premier en 2007 alors qu'elle passe une saison avec les Purple Eagles de Niagara dans le championnat universitaire NCAA. Le second débute en 2015 alors qu'elle rejoint la formation de l'Université du Manitoba, les Bisons avec qui elle remporte le championnat lors de sa dernière saison en 2017-2018 . Après trois saisons avec l'équipe, elle reste dans l'Ouest canadien, mais passe à l'équipe albertaine de l'Inferno de Calgary dans la ligue professionnelle LCHF. Elle reste cependant entraineuse adjoint avec les Bisons. 
Lors de sa première saison 2018-2019 avec Calgary elle remporte la Coupe Clarkson .

### Carrière internationale
Elle représente la Finlande en senior à partir de 2007, pour huit championnats du monde et trois jeux olympiques . Elle est médaillée de bronze aux Jeux olympiques de 2010 et 2018. Hovi représente également son pays lors de plusieurs coupe des quatre nations, remportant une médaille d'argent (2013) et quatre de bronze (2015, 2016, 2017 et 2018) . Elle prend sa retraite sportive quelques jours après l'historique médaille d'argent de la Findlande lors des championnats du monde 2019 .

### Carrière d'entraîneuse
Après sa retraite sportive, elle occupe un poste d'entraîneuse-assistante pour les Bisons, son ancienne équipe universitaire. En 2020, elle devient entraîneuse cheffe d'une équipe junior féminine.

## Statistiques de carrière

### En club
| Saison    | Équipe                   | Ligue          |                            | Saison régulière           | Saison régulière           | Saison régulière           | Saison régulière           | Saison régulière |    | Séries éliminatoires | Séries éliminatoires | Séries éliminatoires | Séries éliminatoires | Séries éliminatoires |
| Saison    | Équipe                   | Ligue          | PJ                         | B                          | A                          | Pts                        | Pun                        | PJ               | B  | A                    | Pts                  | Pun                  |                      |                      |
| 2003-2004 | Y-Ilves                  | SM-Sarja       | 14                         | 9                          | 3                          | 12                         | 4                          | 11               | 10 | 7                    | 17                   | 20                   |                      |                      |
| 2004-2005 | Ilves Tampere            | SM-Sarja       | 21                         | 17                         | 14                         | 31                         | 2                          | 7                | 2  | 0                    | 2                    | 0                    |                      |                      |
| 2005-2006 | Ilves Tampere            | SM-Sarja       | 22                         | 7                          | 6                          | 13                         | 4                          | 7                | 3  | 1                    | 4                    | 2                    |                      |                      |
| 2006-2007 | Ilves Tampere            | SM-Sarja       | 22                         | 10                         | 10                         | 20                         | 10                         | 6                | 2  | 4                    | 6                    | 2                    |                      |                      |
| 2007-2008 | Purple Eagles de Niagara | CHA            | 16                         | 5                          | 9                          | 14                         | 10                         | -                | -  | -                    | -                    | -                    |                      |                      |
| 2008-2009 | Ilves Tampere            | SM-Sarja       | 23                         | 17                         | 25                         | 42                         | 31                         | 7                | 3  | 6                    | 9                    | 4                    |                      |                      |
| 2009-2010 | Ilves Tampere            | SM-Sarja       | 15                         | 15                         | 9                          | 24                         | 8                          | 9                | 4  | 3                    | 7                    | 8                    |                      |                      |
| 2009-2010 | Suomi NMJ                | Jr. C SM-Sarja | 9                          | 2                          | 4                          | 6                          | 0                          | -                | -  | -                    | -                    | -                    |                      |                      |
| 2010-2011 | HPK Hämeenlinna          | SM-Sarja       | 13                         | 7                          | 4                          | 11                         | 10                         | 6                | 3  | 1                    | 4                    | 6                    |                      |                      |
| 2010-2011 | Suomi NMJ                | Jr. C SM-Sarja | 4                          | 1                          | 1                          | 2                          | 2                          | -                | -  | -                    | -                    | -                    |                      |                      |
| 2011-2012 | HPK Hämeenlinna          | SM-Sarja       | 26                         | 22                         | 31                         | 53                         | 38                         | 8                | 2  | 1                    | 3                    | 27                   |                      |                      |
| 2012-2013 | Kalevan Pallo            | SM-Sarja       | 24                         | 19                         | 20                         | 39                         | 14                         | 2                | 5  | 3                    | 8                    | 2                    |                      |                      |
| 2013-2014 | Kalevan Pallo            | SM-Sarja       | 25                         | 19                         | 16                         | 35                         | 34                         | 3                | 0  | 0                    | 0                    | 0                    |                      |                      |
| 2014-2015 | Herlev Hornets           | Danemark       | Statistiques indisponibles | Statistiques indisponibles | Statistiques indisponibles | Statistiques indisponibles | Statistiques indisponibles | 5                | 5  | 5                    | 10                   | 0                    |                      |                      |
| 2015-2016 | Bisons du Manitoba       | U sports       | 17                         | 7                          | 6                          | 13                         | 6                          | -                | -  | -                    | -                    | -                    |                      |                      |
| 2016-2017 | Bisons du Manitoba       | U sports       | 22                         | 10                         | 15                         | 25                         | 24                         | -                | -  | -                    | -                    | -                    |                      |                      |
| 2017-2018 | Bisons du Manitoba       | U sports       | 12                         | 4                          | 7                          | 11                         | 8                          | 4                | 0  | 3                    | 3                    | 0                    |                      |                      |
| 2018-2019 | Inferno de Calgary       | LCHF           | 25                         | 4                          | 10                         | 14                         | 4                          | 3                | 0  | 0                    | 0                    | 2                    |                      |                      |

### Internationales
| Année | Équipe   | Compétition          |   | PJ | B | A | Pts | Pun                |  | Résultat |
| 2007  | Finlande | Championnat du monde | 5 | 0  | 0 | 0 | 0   | Quatrième          |  |          |
| 2008  | Finlande | Championnat du monde | 4 | 0  | 0 | 0 | 0   | Médaille de bronze |  |          |
| 2009  | Finlande | Championnat du monde | 5 | 1  | 2 | 3 | 2   | Médaille de bronze |  |          |
| 2010  | Finlande | Jeux olympiques      | 6 | 4  | 0 | 4 | 0   | Médaille de bronze |  |          |
| 2012  | Finlande | Championnat du monde | 6 | 1  | 1 | 2 | 4   | Quatrième          |  |          |
| 2013  | Finlande | Championnat du monde | 5 | 0  | 0 | 0 | 0   | Quatrième          |  |          |
| 2014  | Finlande | Jeux olympiques      | 6 | 1  | 1 | 2 | 10  | Cinquième          |  |          |
| 2016  | Finlande | Championnat du monde | 6 | 1  | 1 | 2 | 2   | Quatrième          |  |          |
| 2017  | Finlande | Championnat du monde | 6 | 1  | 2 | 3 | 6   | Médaille de bronze |  |          |
| 2018  | Finlande | Jeux olympiques      | 6 | 1  | 2 | 3 | 0   | Médaille de bronze |  |          |
| 2019  | Finlande | Championnat du monde | 6 | 0  | 0 | 0 | 4   | Médaille d'argent  |  |          |

## Trophées et honneurs personnels
- Sélectionnée dans l'équipe d'étoiles pour la saison 2011-2012 du SM-Sarja.
- Sélectionnée dans la seconde équipe d'étoiles pour la saison 2016-2017 du championnat U Sports